# Henri Cauchon de Maupas
 (août 2012).
Pour les articles homonymes, voir Cauchon.
Henri Cauchon de Maupas, né en 1604 au château du Cosson, près de Reims et décédé le 12 août 1680, est un homme d'Église. Il est évêque du Puy (1641-1661), puis évêque d'Évreux (1661-1680).

## Biographie

### Origines et famille
Henri Cauchon de Maupas appartient à une vieille famille bourgeoise de Reims, anoblie en 1392, à laquelle se rattache aussi Pierre Cauchon, l'ordonnateur du procès de Jeanne d'Arc. Sa mère, Anne de Gondi, était une cousine issue d'issus de germains du cardinal de Retz, Jean-François Paul de Gondi. Il eut pour parrain Henri IV, dont son père, Charles Cauchon, baron du Thour, seigneur de Maupas et du Cosson, était l'un des compagnons.

### Jeunesse et éducation
Fils cadet, il est destiné à l'état ecclésiastique et tonsuré dès l'âge de dix ans. La situation de sa famille lui vaut d'être nommé abbé commendataire de l'abbaye Saint-Denis de Reims. Il est formé chez les jésuites, d'abord au collège de Reims, puis à l'université de Pont-à-Mousson. Il devient bachelier en philosophie en mai 1622, puis docteur en théologie.
Il fut marqué par l'influence de Vincent de Paul, dont il fut l'ami et prononça l'oraison funèbre, ainsi que par celle de saint François de Sales, auquel il consacra un ouvrage et dont il dirigea l'enquête en vue de la béatification.

### Carrière au service de l’Église

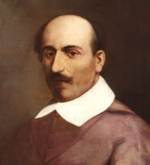

Il est ordonné prêtre en 1629 et immédiatement nommé vicaire général de Reims. En 1634, la reine Anne d'Autriche fait de lui son premier aumônier.
En 1641, il est nommé évêque du Puy, mais reste aumônier de la reine. Il ne reçoit la consécration épiscopale qu'en octobre 1643 dans l'église des jésuites de la rue Saint-Antoine à Paris. Il fait son entrée au Puy en janvier 1644.
Ses relations très difficiles avec le sire de Polignac, gouverneur du Velay, amenèrent le roi à le déplacer au siège d'Évreux.
Il est victime d'un accident de carrosse, dont il ne se remet pas et meurt le 12 août 1680.

### Réalisations
Il est un évêque actif. Il encourage la création de la congrégation des sœurs de Saint-Joseph par le père jésuite Jean-Pierre Médaille (1610-1669). Cette nouvelle congrégation se caractérisait par le fait que les sœurs ne se consacraient pas à une vie contemplative, mais vivaient dans le siècle au service du prochain (soin aux malades, secours aux indigents, instruction, visite aux prisonniers). Il confie aux sœurs la responsabilité de l'Hôpital des Orphelines de Montferrand (15 octobre 1650).

### Sources et bibliographie
- Marguerite Vacher, Des « régulières » dans le siècle. Les sœurs de Saint-Joseph du Père Médaille aux XVIIe et XVIIIe siècles, Clermont-Ferrand, Adosa, 1991.
- Abbé Chaumeil, Vie de Mgr Henri de Maupas, évêque du Puy et fondateur de la congrégation des dames religieuses de Saint-Joseph, Saint-Flour, 1837, es. chez l'auteur, 114 p. lire en ligne sur Gallica
- Henri de Maupas, « Lettre d'Henry de Maupas, évêque du Puy, au Cardinal Mazarin (du 1er juillet 1649) », Tablettes historiques du Velay, no des années 1875-1876,‎ 1876, p. 242-243 (lire en ligne [sur gallica]).